# Brian Burns
Brian Burns (Fort Lauderdale, Florida, 23 de abril de 1998) es un jugador profesional estadounidense de fútbol americano que se desempeña en la posición de linebacker en Carolina Panthers, equipo de la National Football League (NFL).

## Carrera
Fue seleccionado en la primera ronda en la Reunión Anual de Selección de Jugadores de la NFL de 2019. Hizo su debut profesional con el equipo Carolina Panthers, donde lleva jugando cinco temporadas.